# Palazzo di Città (Foggia)
Il Palazzo di Città, conosciuto anche come il Palazzo del Municipio, già il Palazzo del Podestà, è un edificio storico, sede municipale della città di Foggia in Puglia.

## Storia
Il "Palazzo del Podestà", oggi conosciuto dal popolo foggiano con il nome di "Palazzo del Municipio" in quanto ospita gli uffici comunali, venne realizzato durante l'epoca fascista (tra il 1928 e il 1934) sotto il progetto dell'architetto Armando Brasini. 

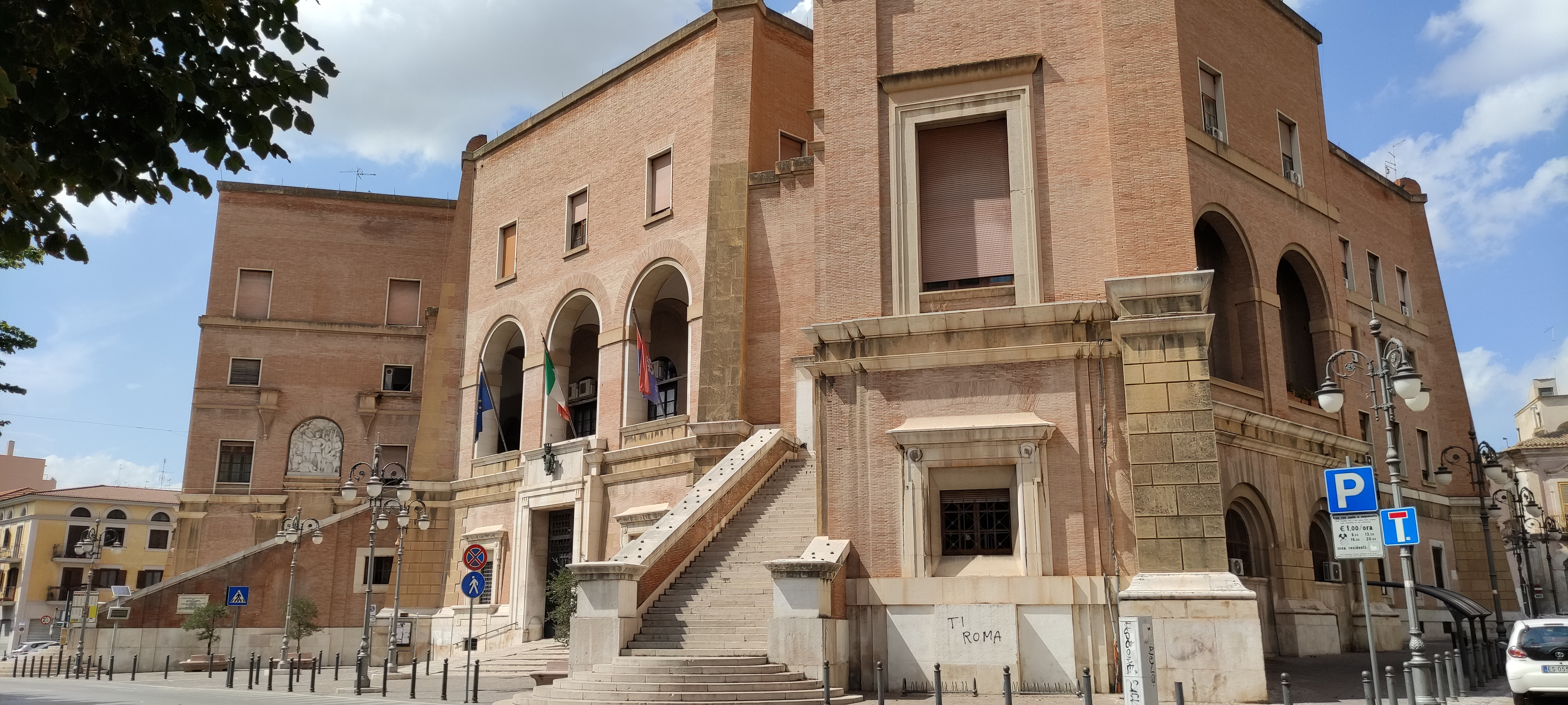

Il nuovo edificio venne realizzato per ospitare in un ambiente molto più ampio i diversi uffici comunali della città di Foggia e che in quel momento erano ospitati nel convento di Santa Chiara dal 1898, anno in cui la sede del comune (oggi sede del Museo Civico) subì un incendio a causa di alcune ribellioni popolari. L'amministrazione cittadina decise di collocare il nuovo municipio su Corso Garibaldi per due motivi: in quella zona vi erano altri importanti palazzi, come quello della Banca d'Italia (oggi sede dell'Accademia di Belle Arti) e il palazzo del Governo (oggi sede della Prefettura); in quel posto era collocato il convento del Salvatore e della chiesa di San Michele, di proprietà comunale. 

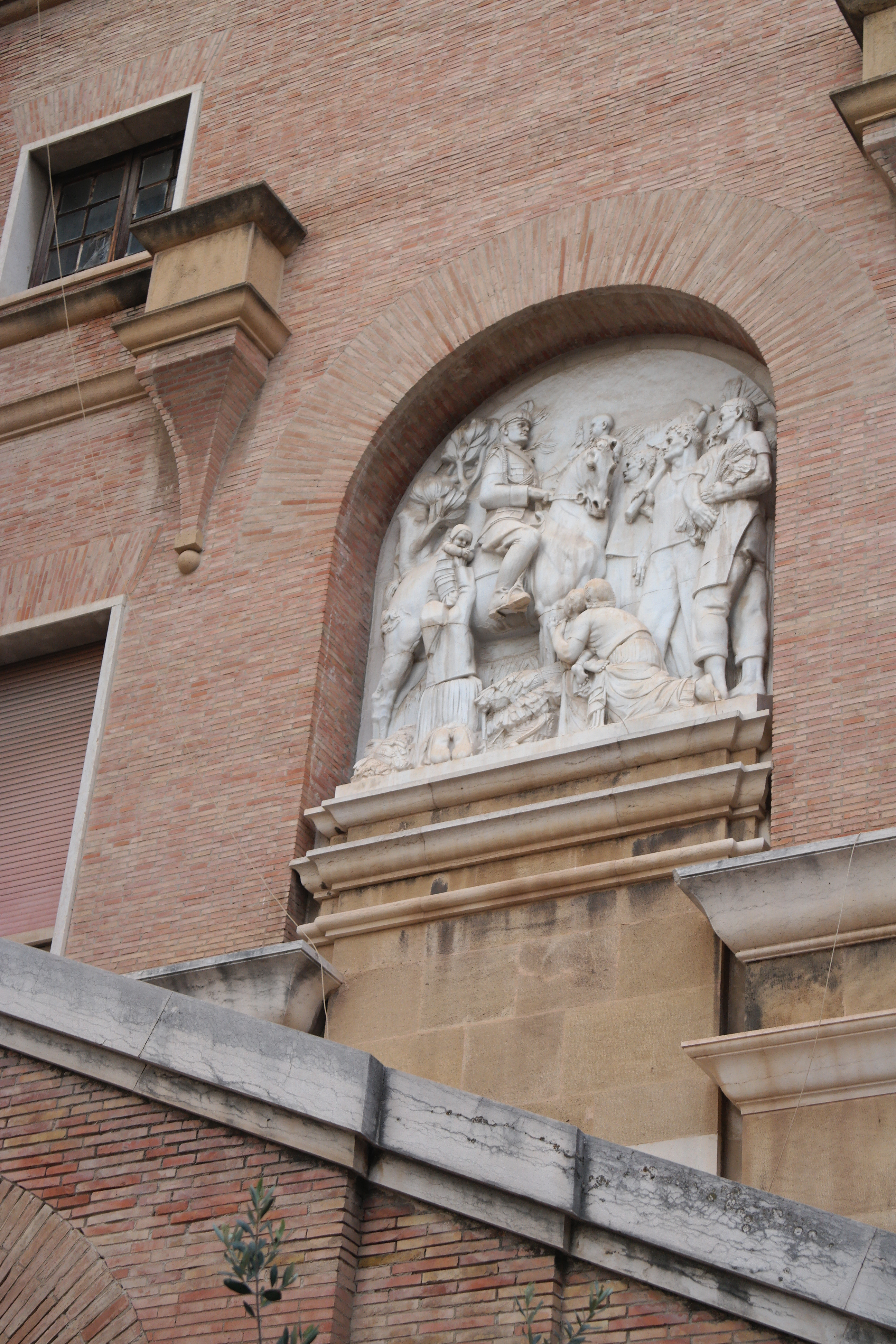
Bassorilievo ritraente Benito Mussolini

Dunque dopo un patto stretto con il vescovo della città di Foggia, all'ora S.E. Monsignor Farina, firmata il 7 agosto 1930, con il quale la città si impegna a ricostruire le due strutture religiose in alte zone della città. Già nel 1928 il progetto era stato affidato ad Armando Brasini, un celebre architetto italiano, e venne ultimato nel 1933. Tuttavia venne ufficialmente inaugurato solo l'8 settembre 1934, alla presenza di Benito Mussolini.

## Descrizione
L'edificio è situato tra Piazza Municipio e Corso Garibaldi, vicino ad altri importanti palazzi della città come il Palazzo della Prefettura e il Palazzo dell'Accademia di Belle Arti.
La struttura presenta un impianto poligonale.